# Frank Sundstrom
Frank Leander Sundstrom (* 5. Januar 1901 in Massena, St. Lawrence County, New York; † 23. Mai 1980 in Summit, New Jersey) war ein US-amerikanischer Politiker. Zwischen 1943 und 1949 vertrat er den Bundesstaat New Jersey im US-Repräsentantenhaus.

## Werdegang
Frank Sundstrom besuchte die öffentlichen Schulen seiner Heimat. Zwischen 1918 und 1920 war er als Zeitungsreporter und Verleger tätig. Bis 1924 studierte er an der Cornell University in Ithaca; in diesem Jahr wurde er Footballtrainer an der Indiana University in Bloomington. Zwischen 1925 und 1969 war Sundstrom in New York City im Bankgewerbe und an der Börse tätig. Dabei lebte er im benachbarten New Jersey. Politisch war er Mitglied der Republikanischen Partei. Von 1940 bis 1946 führte er den Parteivorsitz in East Orange.
Bei den Kongresswahlen des Jahres 1942 wurde Sundstrom im elften Wahlbezirk von New Jersey in das US-Repräsentantenhaus in Washington, D.C. gewählt, wo er am 3. Januar 1943 die Nachfolge von Albert L. Vreeland antrat. Nach zwei Wiederwahlen konnte er bis zum 3. Januar 1949 drei Legislaturperioden im Kongress absolvieren. In seine Zeit im Kongress fielen das Ende des Zweiten Weltkrieges und der Beginn des Kalten Krieges. 1948 unterlag Sundstrom dem Demokraten Hugh Joseph Addonizio. Zwischen 1954 und 1969 war er neben seinen Tätigkeiten an der Börse und im Bankgewerbe auch Vizepräsident der Firma Schenley Industries, Inc. Von 1969 bis 1976 war er Vizepräsident des Tobacco Institute; von 1976 bis 1980 fungierte er als Berater in der Destilleriebranche. Frank Sundstrom starb am 23. Mai 1980 in Summit.